# Azteca alfari
Azteca alfari är en myrart som beskrevs av Carlo Emery 1893. Azteca alfari ingår i släktet Azteca och familjen myror.

## Underarter
Arten delas in i följande underarter:
- A. a. alfari
- A. a. beltii

## Bildgalleri

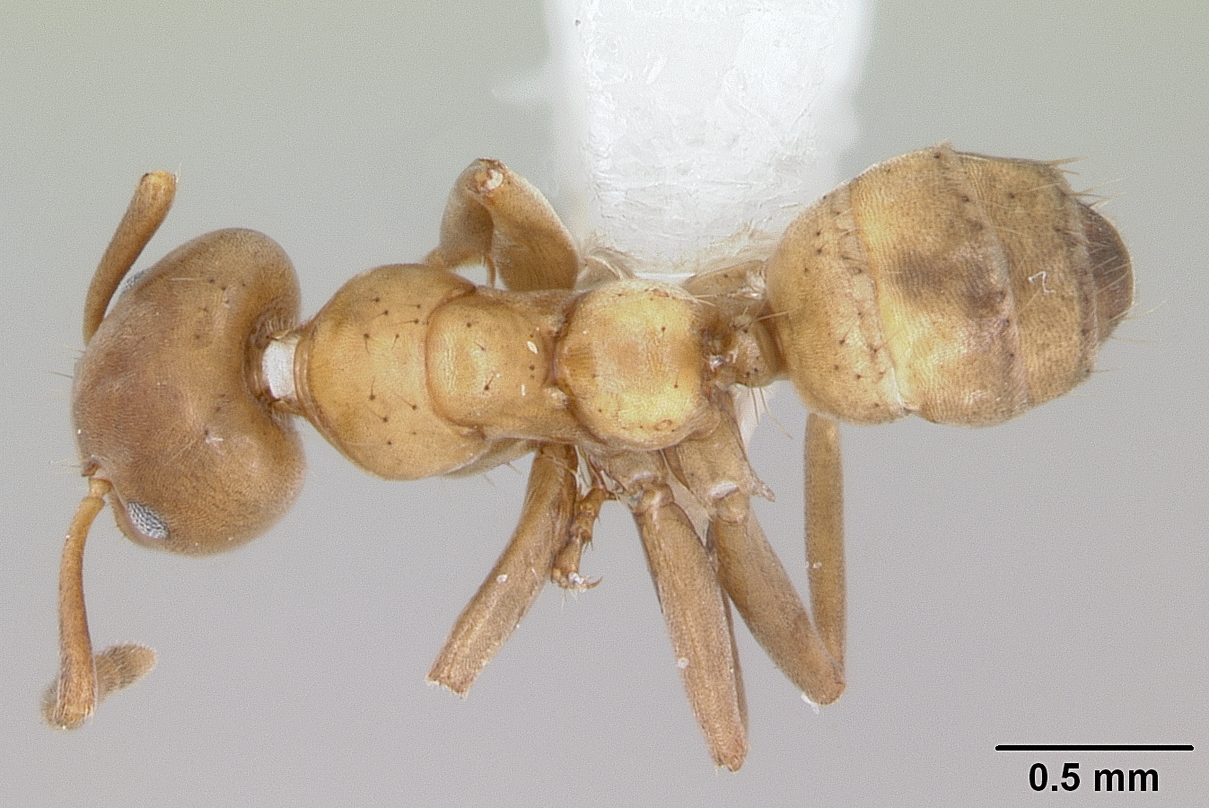
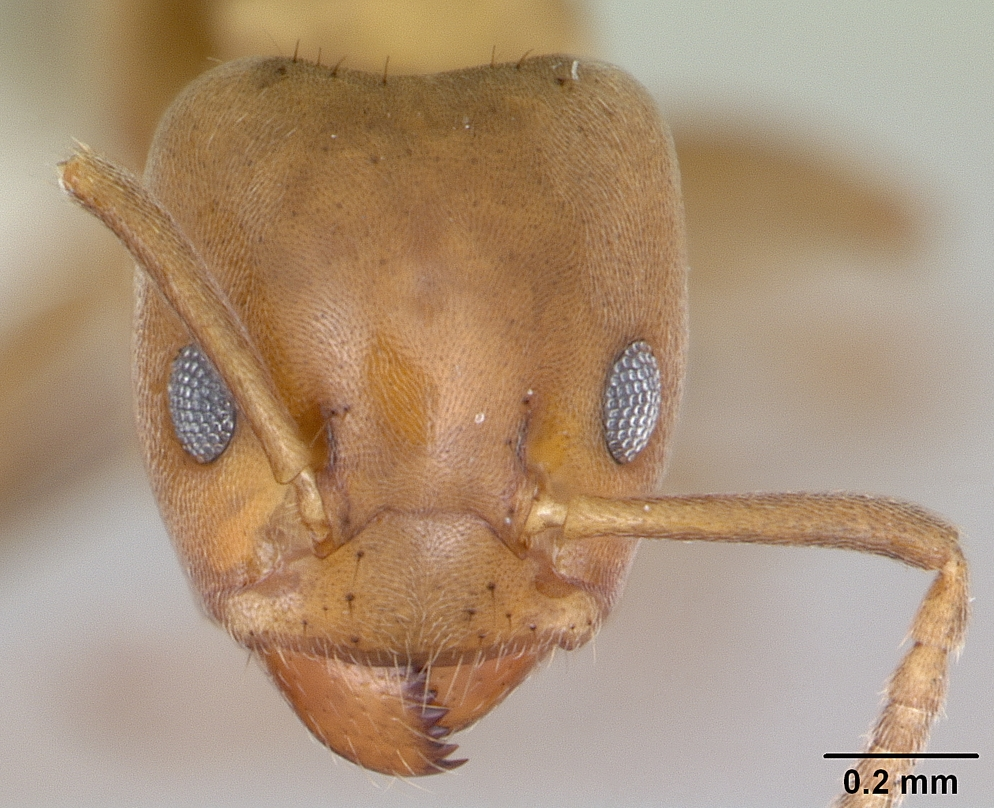
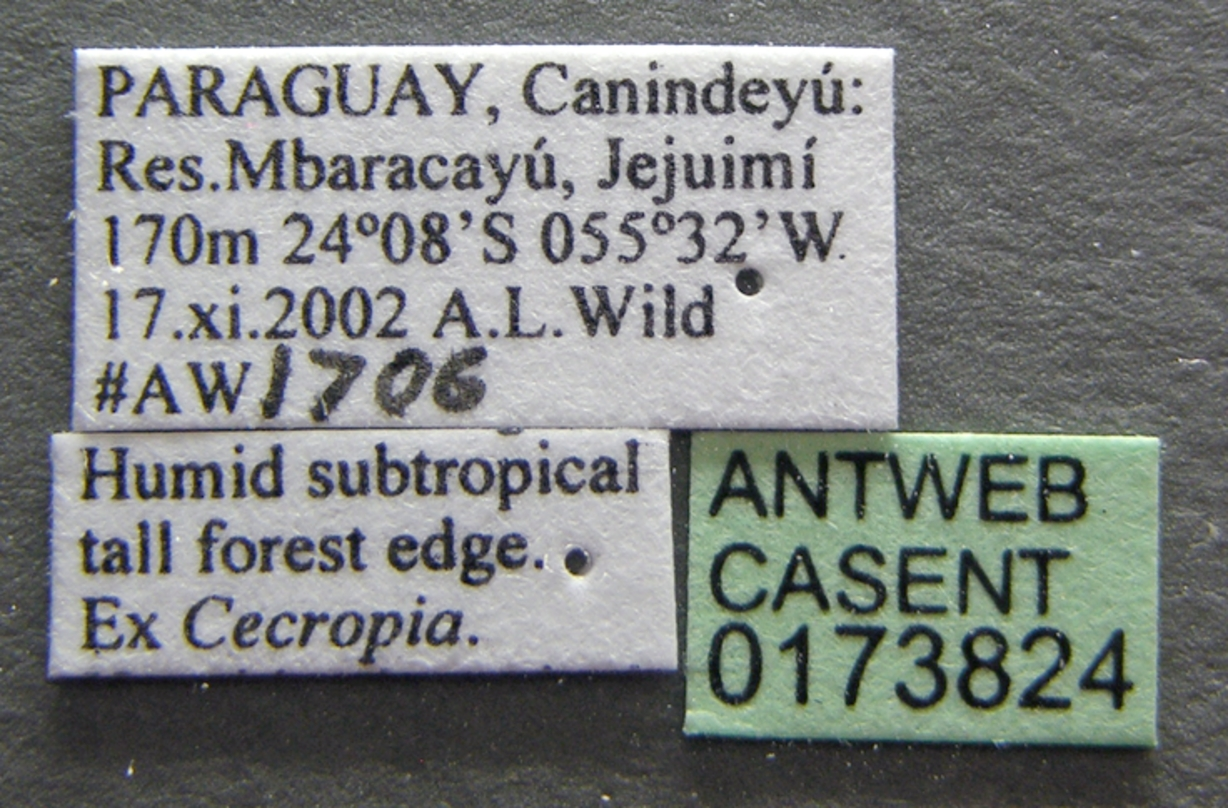
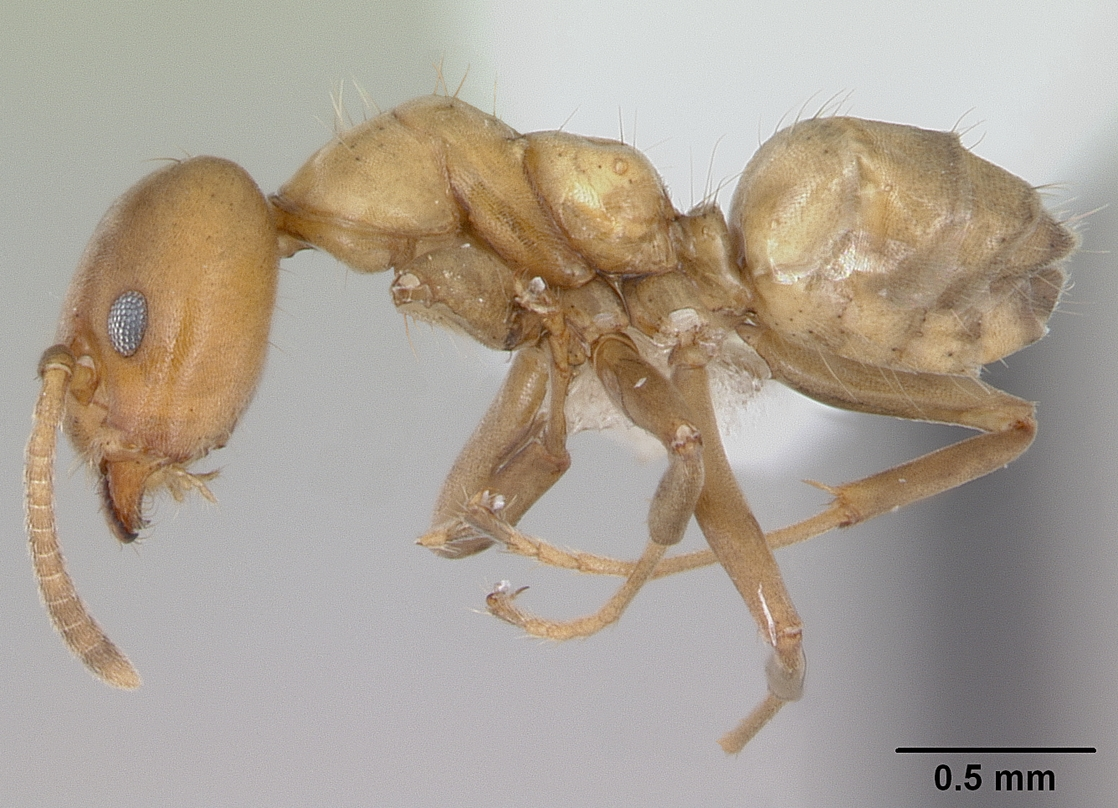
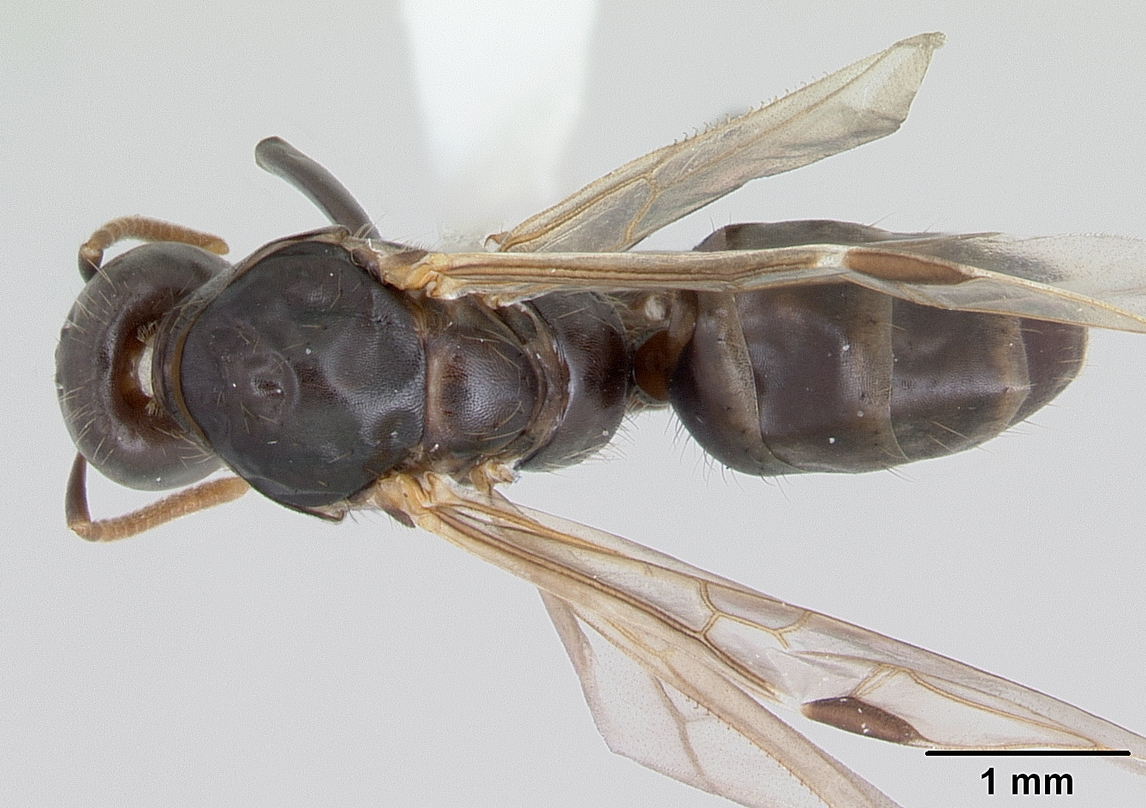
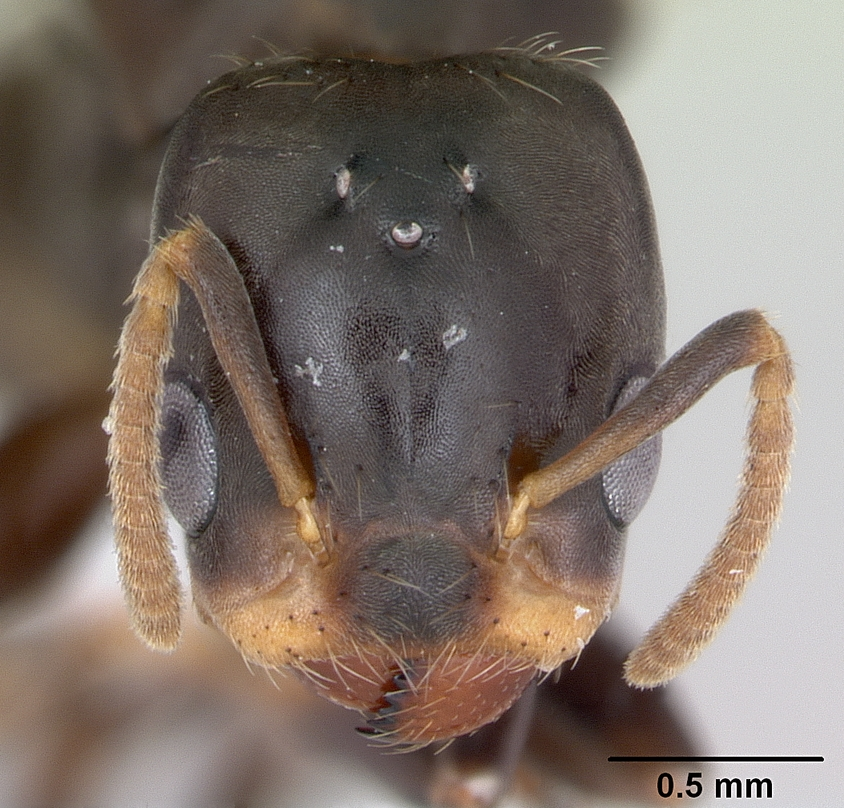